# Chassal
Chassal là một xã trong vùng hành chính Franche-Comté, thuộc tỉnh Jura, quận Saint-Claude, tổng Saint-Claude. Tọa độ địa lý của xã là 46° 21' vĩ độ bắc, 05° 47' kinh độ đông. Chassal nằm trên độ cao trung bình là 362 mét trên mặt nước biển, có điểm thấp nhất là 340 mét và điểm cao nhất là 665 mét. Xã có diện tích 5.20 km², dân số vào thời điểm 1999 là 509 người; mật độ dân số là 98 người/km².

## Thông tin nhân khẩu
| 1962 | 1968 | 1975 | 1982 | 1990 | 1999 |
| ---- | ---- | ---- | ---- | ---- | ---- |
| 320  | 352  | 383  | 425  | 492  | 509  |